# Хорватия на «Детском Евровидении — 2003»
Хорватия дебютировала на «Детском Евровидении — 2003», проходившем в Копенгагене, Дания, 15 ноября 2003 года. На конкурсе страну представил Дино Елушич с песней «Ti si moja prva ljubav». Он выиграл конкурс, набрав 134 балла.

## Предыстория
В 2003 году Хорватия и хорватский телевещатель HRT впервые приняли участие на «Детском Евровидении». Хорватия была объявлена участвующей страной 21 ноября 2002 года. Хорватский телевещатель HRT организовал национальный отбор, чтобы выбрать на конкурс представителя от Хорватии.

## Национальный отбор
В начале апреля 2003 года хорватский телевещатель HRT объявил о начале приёма заявок на национальный отбор, который завершился 14 мая 2003 года. Позднее, жюри, состоявшее из 7 человек, прослушало все присланные заявки, и выбрало 10 участников национального отбора и троих резервных участников — на случай, если кто-либо из финалистов не смог бы принять участие в национальном отборе. В состав жюри вошли:
- Алан Белинский — дирижёр;
- Райко Дуймичи — композитор;
- Борис Джурджевич — композитор;
- Младен Кушец — писатель и редактор Хорватского радио;
- Марин Маргитич — представитель Хорватского радио;
- Ивана Плечингер — певица и композитор;
- Майя Вучич — певица.

| Артист                           | Песня                    | Автор(-ы) песни                  | Город         |
| -------------------------------- | ------------------------ | -------------------------------- | ------------- |
| Mania                            | «Nedodirljiva»           | Анна Клабучар и Филипп Шливац    | Загреб        |
| Дино Елушич                      | «Ti si moja prva ljubav» | Дино Елушич                      | Загреб        |
| Ивана Мрконич и Шиме Кошта       | «Anđele»                 | Ивана Мрконич                    | Риека, Задар  |
| Кристина Ярич                    | «Ptica»                  | Кристина Ярич                    | Риека         |
| Ловро Матошевич и Лука Матошевич | «Zašto si otišla»        | Ловро Матошевич и Лука Матошевич | Слатина       |
| Марина Лиич                      | «Što je bilo»            | Марина Лиич                      | Осиек         |
| Романа Брайша                    | «Ovisna»                 | Романа Брайша                    | Загреб        |
| Сара-Елена Меньковска            | «Suzice»                 | Сара-Елена Меньковска            | Осиек         |
| Снежана Пандл                    | «Treba mi vremena»       | Снежана Пандл                    | Горня-Стубица |
| Хана Машич                       | «Otkucaj srca tvog»      | Мария Кулушич и Филипп Шливац    | Загреб        |

Национальный отбор состоялся 5 июля 2003 года в концертном зале «Tvornica Kulture» в Загребе, ведущими которого были Ива Сулентич и Франо Домитрович. В начале шоу Даворин Богович выступил с песней «Sve je lako kad si mlad», а во время голосования, после выступления всех участников отбора, выступили: 
- Нина Бадрич — будущая представительница Хорватии на «Евровидении» (через 9 лет);
- Жак Хоудек — будущий представитель Хорватии на «Евровидении» (через 14 лет);
- Ивана Киндл;
- Клаудия Бени — представительница Хорватии на «Евровидении-2003».

Победитель был выбран телеголосованием, разделённым на пять регионов. Дино Елушич, победитель национального отбора, получил высшую оценку (10 баллов) от всех регионов.
| №  | Артист                           | Песня                    | Место | Всего |
| -- | -------------------------------- | ------------------------ | ----- | ----- |
| 01 | Ловро Матошевич и Лука Матошевич | «Zašto si otišla»        | —     | —     |
| 02 | Снежана Пандл                    | «Treba mi vremena»       | —     | —     |
| 03 | Mania                            | «Nedodirljiva»           | —     | —     |
| 04 | Сара-Елена Меньковска            | «Suzice»                 | —     | —     |
| 05 | Романа Брайша                    | «Ovisna»                 | —     | —     |
| 06 | Ивана Мрконич и Шиме Кошта       | «Anđele»                 | —     | —     |
| 07 | Кристина Ярич                    | «Ptica»                  | —     | —     |
| 08 | Хана Машич                       | «Otkucaj srca tvog»      | —     | —     |
| 09 | Марина Лиич                      | «Što je bilo»            | —     | —     |
| 10 | Дино Елушич                      | «Ti si moja prva ljubav» | 1     | 50    |

## На «Детском Евровидении»
Жеребьёвка порядковых номеров участников состоялась 7 октября 2003 года: Дино Елушич выступил под вторым номером, перед Кипром и после Греции.
По итогам голосования, Дино занял первое место, набрав 134 балла, получив высшую оценку (12 баллов) от Македонии, Норвегии и Румынии, в то время как хорватские телезрители присудили 12 баллов Белоруссии.

## Голосование[7]
| Баллы     | Страна                                                 |
| --------- | ------------------------------------------------------ |
| 12 баллов | Норвегия Румыния Северная Македония                    |
| 10 баллов | Белоруссия Греция Нидерланды Польша                    |
| 8 баллов  | Бельгия Великобритания Дания Кипр Латвия Мальта Швеция |
| 7 баллов  |                                                        |
| 6 баллов  |                                                        |
| 5 баллов  |                                                        |
| 4 балла   |                                                        |
| 3 балла   |                                                        |
| 2 балла   | Испания                                                |
| 1 балл    |                                                        |

| Баллы     | Страна             |
| --------- | ------------------ |
| 12 баллов | Белоруссия         |
| 10 баллов | Северная Македония |
| 8 баллов  | Испания            |
| 7 баллов  | Греция             |
| 6 баллов  | Бельгия            |
| 5 баллов  | Латвия             |
| 4 балла   | Великобритания     |
| 3 балла   | Мальта             |
| 2 балла   | Дания              |
| 1 балл    | Норвегия           |